# Mossevattnet (Svarteborgs socken, Bohuslän)
Mossevattnet är en sjö i Munkedals kommun i Bohuslän och ingår i Örekilsälvens huvudavrinningsområde. Sjöns area är 0,009 kvadratkilometer och den befinner sig 127 meter över havet.